# 임해군 (행정 구역)
임해군(臨海郡)은 257년(태평 2년) 손오에서 회계군에서 분리신설한 중국의 옛 군으로 저장성의 지급시인 타이저우시의 전신이다.

## 오, 서진
본래 회계군 동부도위에 속한 지역이었다. 임해군은 257년(오 폐제 태평 2년) 회계군 서부도위가 군으로 독립되면서 설치되었다. 280년(서진 무제 함녕 6년), 서진이 오나라를 정복하면서 서진의 땅이 되었다. 서진대 임해군은 8현 18,000호를 거느렸다.
| 현명   | 한자   | 대략적 위치                                 | 비고 |
| ------ | ------ | ------------------------------------------- | --- |
| 장안현 | 章安縣 | 타이저우시 자오장구 장안가도(章安街道) 일대 | 본래 회포현이었으나, 87년(후한 장제 장화 원년) 지금의 이름으로 개명되었다.                                                                              |
| 임해현 | 臨海縣 | 타이저우시 린하이시                         | 257년 장안현에서 분리신설되었다. |
| 시평현 | 始平縣 | 타이저우 시 톈타이 현                       | 191년(후한 헌제 초평 2년) 장안현에서 분리신설되었다. 280년에 시풍현(始豐縣)으로 개명되었다.                                                             |
| 영녕현 | 永寧縣 | 원저우시 루청구                             | 본래 장안현 동구향(東甌鄕)이었는데 138년(영화 3년)에 현으로 승격했다.                                                                                   |
| 영해현 | 寧海縣 | 닝보시 닝하이현 하완촌(下刓村) 북쪽 산      | 280년 장안현에서 분리신설되었다. |
| 송양현 | 松陽縣 | 리수이 시 쑹양 현 서북 고시진(古市镇)       | 203년(후한 헌제 건안 8년)에 신설되었다. |
| 나양현 | 羅陽縣 | 원저우시 뤼안시 용성촌(龍星村) 일대         | 222년(손권 황무 원년) 장안현에서 분리신설되었다. 268년(오 말제 보정 3년) 안양현(安陽縣)으로 개명되었고, 280년에 안고현(安固縣)으로 개명되었다.          |
| 횡양현 | 橫陽縣 | 원저우시 핑양현                             | 283년(서진 무제 태강 4년) 안고현의 황서선둔(橫藇船屯)이 시양현(始陽縣)으로 분리되었다. 284년(서진 무제 태강 5년) 시양현에서 지금의 이름으로 개명되었다. |

## 동진, 유송, 남제
323년(동진 명제 태녕 원년) 임해군의 영녕, 안고, 송양, 횡양 4현이 영가군으로 분리되면서 군역이 지금의 타이저우시 일대로 축소되었다. 454년(유송 문제 효건 원년)부터 459년(유송 효무제 대명 3년), 464년(유송 효무제 대명 8년)부터 465년(유송 전폐제 영광 원년)까지 총 7년 동안 일시적으로 동양주가 신설되자 동양주의 속군이 되었다. 유송대 임해군은 5현 3,961호 24,226명을 거느렸다. 임해군에서 건강까지 2,019리 거리였다.
| 현명   | 한자   | 대략적 위치                                 | 민정   | 비고                                                                 |
| ------ | ------ | ------------------------------------------- | ------ | -------------------------------------------------------------------- |
| 장안현 | 章安縣 | 타이저우시 자오장구 장안가도(章安街道) 일대 | 령(令) |                                                                      |
| 임해현 | 臨海縣 | 타이저우시 린하이시                         | 령(令) |                                                                      |
| 시풍현 | 始豐縣 | 타이저우 시 톈타이현                        | 령(令) |                                                                      |
| 영해현 | 寧海縣 | 닝보시 닝하이현 하완촌(下刓村) 북쪽 산      | 령(令) |                                                                      |
| 낙안현 | 樂安縣 | 타이저우시 셴쥐현                           | 령(令) | 374년(동진 효무제 영강 2년) 시풍현 남부지방이 분리되면서 설치되었다. |

## 양, 진
562년(진 문제 천가 3년) 폐지된 동양주가 재설치되면서 동양주로 내속되었다. 수나라가 진나라를 멸망시킨 뒤 주현제가 실시되면서 폐지되었고, 임해군에 속했던 현은 임해현(臨海縣)으로 통폐합되어 처주(處州)로 편입되었다.

## 당
621년(당 고조 무덕 4년), 이자통을 토벌한 당나라가 영가군 임해현에 해주(海州)를 두었고, 폐지된 임해, 장안, 시풍, 낙안, 영해 5현을 다시 두어 해주가 통치하게 했다. 622년(당 고조 무덕 5년) 해주가 태주(台州)로 개명되었다. 623년(당 고조 무덕 6년) 보공석에 의해 함락되었으나 624년(당 고조 무덕 7년) 그를 진압하면서 다시 당나라가 통치하게 되었다. 그리고 영해현이 장안현에 통폐합되었다. 625년(당 고조 무덕 8년) 시풍, 낙안 2현이 임해현에 통폐합되었다. 634년(당 태종 정관 8년) 시풍현이 복치되었다. 689년(당 예종 영창 원년) 영해현이 복치되었다. 706년(당 중종 신룡 2년) 상산현(象山縣)이 분리신설되었다. 742년(당 현종 천보 원년) 일시적으로 군현제가 재실시되면서 태주가 임해군으로 개명되었다. 그러나 758년(당 숙종 건원 원년) 군현제가 폐지되고 주현제가 실시되면서 다시 태주로 돌아갔다.
본래 강남도에 속했지만, 강남동도가 신설되자 강남동도에 속했고, 도가 폐지되고 절도사가 신설된 이후엔 절동관찰사(浙東觀察使)가 통치하게 되었다. 초창기에는 임해, 시풍의 2현을, 천보연간에는 6현을 통치했다. 그리고 현 아래 설치된 향의 경우, 개원연간에는 115향, 원화연간에는 95향이 존재했다.
초창기 태주에는 6,583호 35,383명, 개원연간에는 5만호, 천보연간에는 83,868호 489,015명이 살았다. 개원연간에는 말린 생강(乾薑) 300근, 상어가죽을 공납을 바쳤지만, 원화연간에는 갑향(甲香) 30근, 상어가죽 100장(張)을 공납으로 바쳤다.
| 현명   | 한자   | 대략적 위치         | 현급(신당서) | 현급(원화군현도지) | 비고 |
| ------ | ------ | ------------------- | ------------ | ------------------ | --- |
| 임해현 | 臨海縣 | 타이저우시 린하이시 | 望           | 緊                 | |
| 당흥현 | 唐興縣 | 타이저우시 톈타이현 | 上           | 上                 | 621년 복치되었다. 625년 임해현에 통폐합되었다. 634년 복치되었다가 675년(당 고종 상원 2년) 지금의 이름으로 개명되었다.                                                                 |
| 황암현 | 黃岩縣 | 타이저우시 황옌구   | 上           | 上                 | 675년 임해현에서 분리신설되었다. 본래 영녕현(永寧縣)이었지만, 690년(무주 측천무후 천수 원년) 지금의 이름으로 개명되었다.                                                              |
| 낙안현 | 樂安縣 | 타이저우시 셴쥐현   | 上           | 上                 | 621년 복치되었지만 625년 임해현에 통폐합되었다. 675년 재설치되었고, 치소는 맹계(孟溪)에 두었다.                                                                                       |
| 영해현 | 寧海縣 | 닝보시 닝하이현     | 上           | 上                 | 621년 복치되었을 당시엔 지금의 타이저우시 싼먼현 남산(南山)에 있었는데, 624년 장안현에 통폐합되었다. 689년(당 예종 영창 원년) 본래 영해현이 있던 닝하이현 일대로 옮겨져 재설치되었다. |
| 상산현 | 象山縣 | 닝보시 샹산현       | 中           | 中                 | 706년 월주 은현과 태주 영해현에서 분리신설되었다. 764년(당 대종 광덕 2년) 명주(明州)로 옮겨졌다.                                                                                      |

1. ↑  《삼국지》48권 오서 제3 삼폐주전
2. ↑  《진서》 15권 지 제5 지리지 下 양주 임해군
3. 1 2  《송서》 35권 지 제25 주군지 1 양주 임해군, 영가군
4. ↑  《남제서》 14권 지 제6 주군지 上 양주 임해군
5. ↑  《진서》 3권 본기 제3 세조 천가 3년
6. ↑  《수서》31권 지 제26 지리지 下 양주 영가군
7. ↑  《구당서》 40권 지 제20 지리지 3 강남동도 태주
8. ↑  《원화군현도지》 26권 강남도 2 절동관찰사 태주
9. 1 2  《신당서》 41권 지 제31 지리지 5 강남동도 태주